# Neomilichia hylea
Neomilichia hylea là một loài bướm đêm trong họ Noctuidae.